# Plesiogale
La plesiogale (gen. Plesiogale) è un mammifero carnivoro estinto, appartenente ai mustelidi. Visse nel Miocene inferiore - medio (circa 20 - 15 milioni di anni fa) e i suoi resti fossili sono stati ritrovati in Europa.

## Descrizione
Questo animale doveva essere vagamente simile a una martora, sia come forma che come dimensioni. Il cranio era dotato di un muso corto e di una scatola cranica molto allungata. Plesiogale era caratterizzato dalla presenza di un primo molare superiore allargato nella parte interna, in modo simile a quello dei mustelidi attuali. Il carnassiale inferiore era provvisto di metaconide appuntito e di un talonide tagliente. Il cranio presentava piccole apofisi postorbitali, un corto condotto uditivo e un palato relativamente lungo. Il forame ovale si apriva più in avanti rispetto a quello di altri carnivori arcaici come Palaeogale, e la cresta sagittale conservava una struttura semplice per tutta la sua lunghezza.

## Classificazione
Il genere Plesiogale è stato descritto per la prima volta nel 1847 da Pomel, sulla base di resti fossili ritrovati in terreni del Miocene inferiore della Francia. La specie tipo è Plesiogale angustifrons, ma a questo genere sono state attribuite altre specie, come P. postfelina, rinvenuta anche in Germania.
Plesiogale è considerato un membro arcaico dei mustelidi; probabilmente era simile ad altri carnivori di incerta collocazione sistematica, come Palaeogale.